# خوان موناکو
خوان موناکو (به اسپانیایی: Juan Mónaco) (زاده ۲۹ مارس ۱۹۸۴ - تاندیل) تنیس‌باز اهل کشور آرژانتین است.
موناکو در مسابقات بین‌المللی مهمی شرکت کرده است که می‌توان به صعود وی به مرحله نیمه نهایی مسابقات تنیس آزاد آمریکا در بخش دونفره اشاره کرد، بهترین رتبه وی در رتبه‌بندی جهانی تنیس ۱۰ (۲۳ ژوئیه ۲۰۱۲) بوده است.